# Lithostege brunnescens
Lithostege brunnescens là một loài bướm đêm trong họ Geometridae.